# Cyphon tardus
Cyphon tardus es una especie de coleóptero perteneciente a la familia Scirtidae.

## Distribución geográfica
Esta especie habita en Papúa Nueva Guinea.